# Gusau-Dammbruch
Koordinaten: 12° 8′ 41″ N, 6° 40′ 15″ O
Der Gusau-Dammbruch war ein Stauanlagenunfall in den Außenbezirken von Gusau, der Hauptstadt von Zamfara in Nigeria, der am frühen Morgen des 30. September 2006, einem Samstag, nach heftigen Regenfällen geschah. Bei dem Unglück starben 40 Menschen und etwa 500 Häuser wurden zerstört, wodurch etwa 1000 Menschen obdachlos wurden.
Seit dem vorhergehenden Tag waren die stärksten Niederschläge gefallen, die in der Gegend jemals aufgezeichnet worden waren. Zusätzlich wurden auch große Ackerflächen verwüstet, die kurz vor der Ernte standen, und hunderte Stück Vieh getötet. Auch eine Brücke zwischen Gusau und dem nördlichen Teil von Zamfara brach zusammen. Ungefähr 700 Menschen wurden zeitweise in einem Schulgebäude in dem Nachbarort Birnin Ruwa untergebracht, wo sie vom Roten Kreuz versorgt wurden. Auch Trinkwasserbrunnen wurden von der Flut verschmutzt. Die Ursache des Dammbruchs waren Verschlüsse, die nicht funktionierten und sich nicht öffnen ließen, weswegen der Staudamm überströmt wurde.
Die Talsperre gehörte dem Zamfara Water Board und versorgte Gusau mit Wasser.